# Подгорица (футбольный клуб)
«Подгорица» (ранее известный как ОФК «Младост 1970») — футбольный клуб из юго-западной части Подгорицы, Черногория. Основан в 1970 году, реорганизован в 2014 году. Летом 2019 года клуб получил название ФК «Подгорица».

## История
В сезоне 2020/21 «Подгорица» заняла четвёртое место и вышла в Лигу Конференций.

## Достижения
Вторая лига Черногории
- Победитель: 2018/19

- Второй призёр: 2017/18

Третья лига Черногории
- Победитель: 2016/17

Четвёртая лига Черногории
- Победитель: 1972/73

Кубок Центрального региона
- Победитель: 2016/17

- Финалист: 2015/16

## Статистика в Европе
| Сезон   | Турнир           | Раунд | Соперник | Первый матч | Ответный матч  | Итого |  |
| ------- | ---------------- | ----- | -------- | ----------- | -------------- | ----- |  |
| 2021/22 | Лига конференций | 1QR   | Лачи     | 1:0 (дома)  | 0:3 (в гостях) | 1:3   |  |